# Gorenjska
Gorenjska je planinsko alpsko područje uz gornji tok rijeke Save u Sloveniji, sjeverno i sjeverozapadno od Ljubljane. Povijesno je, zajedno s Dolenjskom i Notranjskom pripadala Kranjskoj, a danas je neslužbena pokrajina.

## Zemljopisne značajke
Gorenjska se smjestila između porječja Soče na zapadu, porječja Drave na sjeveru, porječja Savinje na istoku, te posavskog gorja i Ljubljane na jugu. Obuhvaća gorje Karavanki, zapadnu, kamničku stranu Kamničko-savinjskih Alpi, te istočni dio Julijskih Alpi. Jezgru Gorenjske predstavlja 300 do 500 metara visoka Ljubljanska kotlina, koja se proteže od Ljubljane do Žirovnice i Bleda.
Veći su gradovi Kranj, Jesenice, Tržič, Škofja Loka, Kamnik, Domžale i Medvode.

## Gospodarstvo
Gorenjska spada među najrazvijenije dijelove Slovenije sa snažnom i raznovrsnom industrijom, obrtom i turizmom, kako ljetnim, tako i zimskim. U industriji prevladavaju tri grane: proizvodnja električnih strojeva i aparata, proizvodnja završnih drvnih proizvoda, te metalno prerađivačka industrija.
Osobito je razvijeno stočarstvo te iskorištavanje šuma. Gorenjska se prostire na 10,5 % ukupne površine Slovenije, a sadrži 6,4 % sve obrađene zemlje u Sloveniji, te 7,6 % poljoprivrednog zemljišta, 12,4 % šuma i čak 20,7 posto neplodnog tla. Poljoprivredno zemljište zauzima ukupno 62.231 ha, od čega je 11.922 ha njiva i vrtova, 1.887 ha voćnjaka, 48.205 ha travnjaka i pašnjaka. Veliki dio poljoprivrednog zemljišta u gorskom je i planinskom području.